# Pintér Zoltán (labdarúgó)
Pintér Zoltán (Budapest, 1977. november 23. –) válogatott magyar labdarúgó, középpályás.

## Statisztika

### Mérkőzése a válogatottban
| Magyarország | Magyarország   | Magyarország | Magyarország | Magyarország | Magyarország | Magyarország | Magyarország | Magyarország |
| #            | Dátum          | Helyszín     | Hazai        | Eredmény     | Vendég       | Kiírás       | Gólok        | Esemény      |
| ------------ | -------------- | ------------ | ------------ | ------------ | ------------ | ------------ | ------------ | ------------ |
| 1.           | 2002. május 8. | Pécs         | Magyarország | 0 – 2        | Horvátország | barátságos   | -            | 56'          |
|              | Összesen       |              |              | 1            | mérkőzés     |              | 0            | gól          |